# Régine Crespin
Pour les articles homonymes, voir Crespin.
Scènes principales
Opéra de Paris
Festival de Bayreuth
Metropolitan Opera
Teatro Colon
Régine Crespin est une cantatrice française (soprano dramatique), née le 23 février 1927 à Marseille (Bouches-du-Rhône) et morte le 5 juillet 2007 à Clichy (Hauts-de-Seine).
Excellant à la fois dans les répertoires français et allemand, elle a mené une carrière internationale sous la direction de chefs d'orchestre tels que Georg Solti ou Herbert von Karajan.

## Biographie
Régine Crespin passe son enfance à Nîmes et étudie au lycée Feuchères. Elle écrira dans son autobiographie La Vie et l'Amour d'une femme : 

« Ma vraie vie, mon adolescence, mes études, mes premières leçons de piano puis de chant, mes premières amours, mes premiers chagrins, mes morts furent à Nîmes. »

Durant la Seconde Guerre mondiale, son appartement, situé place du Château, est détruit par des bombardements. Elle se réfugie alors dans l'arrière-boutique du magasin de chaussures Soulet, « Palombo », dont son père Henri Crespin est gérant. Elle commence à prendre des cours de chant à l'âge de 16 ans avec Fernande Kossa, une « falcon » qui développe une voix alors « grosse comme une tête d'épingle ».
En 1947, elle n'a toujours pas l'autorisation de son père pour faire des études de chant. Repérée grâce à un concours organisé par une revue (Opéra), Régine Crespin monte à Paris avec le chef d'orchestre nîmois Edmond Carrière — père de Jean —. Elle suit les cours du ténor Georges Jouatte, du baryton-basse Paul Cabanel et de la cantatrice Suzanne Cesbron-Viseur au Conservatoire de Paris, où elle reçoit les premiers prix d'opéra, opéra-comique et chant.
Elle débute à Reims en 1948 dans le rôle de Charlotte de l'opéra Werther (alors qu'elle est encore au Conservatoire), puis entre en 1951 à l'Opéra de Paris et à l'Opéra-Comique. Tout en peaufinant les rôles de Tosca ou du Chevalier à la rose, qui devient l'un de ses rôles préférés, elle sert l'opéra français en créant Dialogues des carmélites de Francis Poulenc ou en reprenant Pénélope de Gabriel Fauré. Elle contribue à populariser Les Troyens d'Hector Berlioz dont elle chantera les rôles de Cassandre et Didon dans la même soirée, dans une version raccourcie. Elle enregistre d'ailleurs des extraits de cet opéra avec Guy Chauvet, sous la direction de Georges Prêtre.
Dans Lohengrin de Richard Wagner, à Mulhouse en 1951, elle chante Elsa, avec Marian Porebski dans le rôle-titre. Elle vient prendre en secret les conseils de Porebski qui lui remet sa voix en place

Elle se fait connaître par une voix puissante au timbre clair, un phrasé tout en nuances, une prononciation parfaite et une grande délicatesse d'interprétation. En 1952, un critique du Provençal écrit:
Régine Crespin est une styliste remarquable. Réprimant sa voix ténébreuse, la contraignant aux exercices les plus difficiles, elle a réussi à devenir une cantatrice de grande classe. (...)
En 1957, André Cluytens la recommande à Wieland Wagner pour chanter Kundry dans Parsifal  au festival de Bayreuth, rôle qu'elle prépare auprès de Germaine Lubin et qu'elle chantera  sous la direction de Hans Knappertsbusch quatre ans de suite (de 1958 à 1961) ainsi que Sieglinde sous la direction de Kempe (en 1961) au Festspielhaus.
En 1962, elle commence sa carrière américaine en chantant un remplacement à Chicago dans Tosca, puis elle se produit pour la première fois au Metropolitan Opera de New York dans Le Chevalier à la rose. Elle y est adoubée par Lotte Lehman, qui y avait chanté la Maréchale. Régine Crespin interprète Brünnhilde dans La Walkyrie dirigé par Karajan au festival de Pâques de Salzbourg en 1967 et 1968, ainsi qu'au Met en 1968. Selon ses propres mémoires, elle n'a pas eu le moindre désir d'ajouter les autres Brünnhilde à son répertoire.
Parmi ses engagements internationaux, elle se produit à de nombreuses reprises au Teatro Colon et noue une véritable histoire d'amour avec le public argentin.
Elle excelle également dans le répertoire des lieder et des mélodies. Ses récitals et enregistrements des Nuits d'été de Berlioz et de Shéhérazade de Ravel (sous la direction d'Ernest Ansermet, « le seul de mes disques que j'aime vraiment », reconnaissait-elle), mais aussi de Robert Schumann, Henri Duparc, Gabriel Fauré, Francis Poulenc ou Joseph Canteloube, sont unanimement célébrés. En 1968, elle crée le cycle de mélodies Par le feu de Marius Constant, mis en musique sur les poèmes de son mari Lou Bruder.
Régine Crespin aborde dans la seconde moitié de sa carrière quelques rôles de mezzo (le rôle-titre de Carmen, Madame Flora du Médium, etc.) et chante les grands rôles d'Offenbach (elle incarne par exemple La Grande-duchesse de Gérolstein avec Robert Massard et La Périchole avec Alain Vanzo et Jules Bastin). Son incarnation de Carmen, différente de la tradition, fait débat dans la critique française et anglo-saxonne.
En 1974, le réalisateur Gérard Oury lui propose de jouer la femme d'un dictateur sud-américain (ou sud-européen), joué par Louis de Funès dans Le Crocodile. Elle est enthousiaste à l'idée de rencontrer Louis de Funès et de jouer avec lui et accepte le rôle mais, le 21 mars 1975, ce dernier est victime d'un infarctus puis d'un autre le 30 mars 1975 : le projet de film est abandonné ; Régine Crespin n'aura donc jamais fait de cinéma.

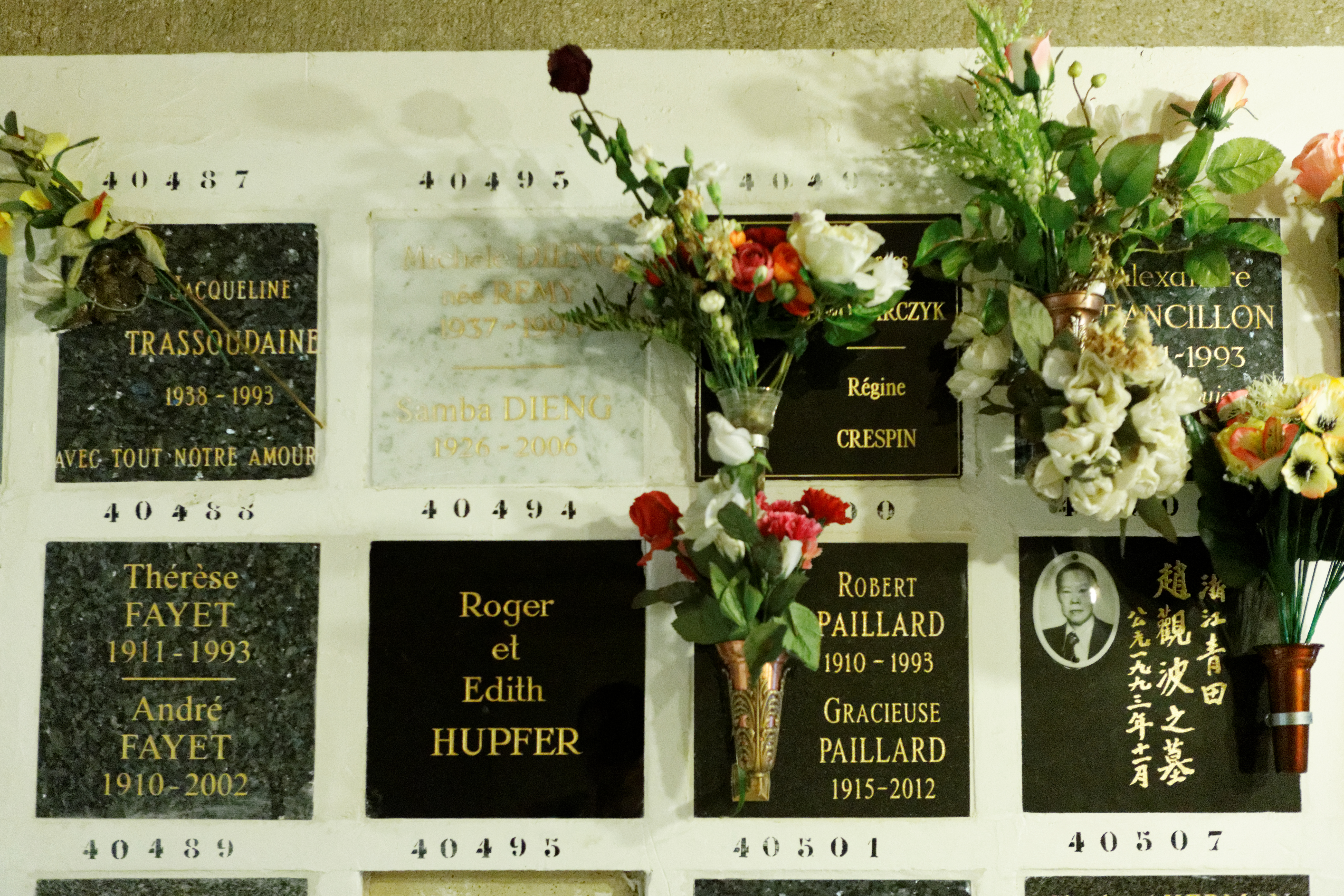
Les cendres de Régine Crespin ont été déposées dans la case 40499 du columbarium du cimetière du Père-Lachaise.

Elle enseigna au Conservatoire de Paris de 1976 à 1992, et donna de très nombreuses master classes en France et à l'étranger : elle a participé au programme Merola qui a contribué à révéler de nombreux chanteurs qui ont ensuite fait des carrières internationales.
Elle fait ses adieux à la scène en 1989-1990.
Elle était mariée avec le germaniste Lou Bruder (1923-2006), traducteur de Büchner, Kleist.

### Honneurs
- Commandeur de la Légion d'honneur (1993)
- Grand-croix de l'ordre national du Mérite (2004)
- Grand officier de l'ordre national du Mérite (1997)[10] ;  Commandeur de l'ordre national du Mérite (26 septembre 1990)[10]
- Commandeur de l'ordre des Arts et des Lettres (1974) en qualité d'« artiste lyrique »[11]

## Hommages
Georges Delbard a créé en 1990 une rose à son nom, le rosier floribunda « Régine Crespin ».
En reconnaissance de son art, le concours international Marguerite-Long-Jacques-Thibaud, jusqu'alors destiné aux seuls pianistes et violonistes, s'est ouvert à l'art lyrique en 2011 et a été renommé « concours Long-Thibaud-Crespin ».
La Ville de Nîmes lui a rendu hommage en sa présence, en avril 2000.
En 2017, 10 ans après sa disparition, un coffre de 10 DC a été sorti chez Warner Classics. La moitié des enregistrements (DC 3, 4, 5 et 8) était issue de Decca Records qui avait autorisé l'usage de ceux-ci, en hommage à cette éminente soprano. Radio France aussi a diffusé son émission consacrée à Régine Crespin le 22 octobre 2017, y compris l'entretien avec Jacques Chancel tenu le 10 novembre 1971.
En février 2024, la ville de Paris appose une plaque commémorative en hommage à Régine Crespin au 3, avenue Frochot.

## Filmographie

### Cinéma
- Le Crocodile de Gérard Oury (projet non réalisé) : l'épouse du dictateur Crochet.

### Télévision
- L'Or du diable : Carmen (chant)
- Elle a participé à de très nombreuses émissions de télévision durant sa carrière (concerts filmés, opéras filmés, interviews, émissions de variétés...). Sa première apparition télévisée française date de 1954[16].
- Certains de ses concerts télévisés ont été édités en DVD : Régine Crespin: A Program of Songs by Berlioz, Schumann, Schubert, Fauré, Roussel, Duparc and Poulenc (E.M.I. “Classic Archive”), 2002. (Regroupant plusieurs concerts filmés de 1964, 1966, 1972).

## Publications
- Régine Crespin, La Vie et l'amour d'une femme, Paris, Fayard, 1982, 317 p. (ISBN 2-213-01162-1)
- Régine Crespin, À la scène, à la ville, Arles, Actes Sud, 1997, 272 p. (ISBN 2-7427-1347-6)